# ステキにナースDays
『ステキにナースDays』（ステキにナースデイズ）は、クリエイティヴ・コアより2009年8月6日に発売されたニンテンドーDS用ゲームソフト。あこがれガールズコレクションシリーズの第1弾。

## 概要
ナースの仕事をミニゲームで体験する女の子向けのアドベンチャーゲーム。

## 登場人物
つるた かえで

いぬい じゅんや

さぎぬま すみれ

うしたに こずえ

くまだ ごろう

きじしま たくや

ねづ げんじ